# Oljska gora
Óljska gôra (hebrejsko: הר הזיתים‎‎ [Har ha-Zeitim], arabsko: جبل الزيتون [Džebel az-Zeitun] ali جبل الطور [Džebel at-Tun]) je vzpetina vzhodno od Jeruzalema. Ime je dobila po oljčnih nasadih. Od starega dela mesta jo deli dolina, po kateri teče potok Cedron. Ob vznožju Oljske gore leži vrt Getsemani, kjer se je večkrat zadrževal Jezus z učenci.
Oljska gora je večkrat omenjena v Svetem pismu, najbolj znan dogodek, ki sta je zgodil tam, pa je Jezusova aretacija. V evangelijih beremo, da je Jezus po zadnji večerji odšel na Oljsko goro na vrt Getsemani, kjer je molil. Njegov pôt je v agoniji postal kot kaplje krvi. Takrat pa je prišel njegov izdajalec Juda Iškarijot z veliko množico ljudi. Jezusa so odvedli najprej k velikemu duhovniku Kajfu, potem pa k Ponciju Pilatu. Ta ga je poslal še k Herodu, nato pa ga je obsodil na smrt (glej Lk 22-23). Smrtno obsodbo so izvršili s križanjem na hribu Golgota blizu Jeruzalema.
Na Oljski gori in v njeni neposredni okolici stoji več cerkva, ki spominjajo na ta dogodek. Zlasti znani sta Cerkev svete Marije Magdalene in Cerkev narodov, ki naj bi stala na mestu, kjer je Jezus molil.

## Galerija
- Tomb of Zaharija
- Tomb of Avshalom
- Cerkev narodov
- Pravoslavna cerkev svete Marije Magdalene